# إليك (تاهالا)
إليك هو دُوَّار يقع بجماعة إيريغ نتاهلة، إقليم تيزنيت، جهة سوس ماسة في المملكة المغربية. ينتمي الدوّار لمشيخة تاهالا التي تضم 19 دوار. يقدر عدد سكانه بـ 26 نسمة حسب الإحصاء الرسمي للسكان والسكنى لسنة 2004.

## روابط خارجية
- البوابة الوطنية للجماعات الترابية
- المندوبية السامية للتخطيط